# Pacaca (reino)
Pacaca, también llamado Pacacua, fue un reino indígena costarricense del siglo xvi, cuyos habitantes pertenecían a la etnia y cultura huetares y cuyo asiento principal se encontraba en el actual cantón de Mora, provincia de San José, Costa Rica, en el lugar denominado hoy con el nombre de Tabarcia.

## Historia

### Primer contacto con los españoles
El reino de Pacaca fue la primera comunidad indígena del Valle Central de Costa Rica que tuvo contacto con los españoles, en 1522. Las noticias sobre este pueblo y su rey Huetara provienen de la relación escrita por el tesorero Andrés de Cereceda con respecto a los pueblos visitados por la expedición de Gil González Dávila en 1522-1523 y la cantidad de bautismos efectuados y el oro obtenido en cada uno. Después de pasar por los dominios de un rey llamado Cob, que el historiador Ricardo Fernández Guardia ubica en la cuenca del río Tusubres y Carlos Molina Montes de Oca entre los ríos Naranjo y Savegre, la expedición continuó doce leguas (sesenta y seis kilómetros) por la costa, con dirección sudeste-noroeste, y después marchó hacia el interior del territorio por una distancia de ocho leguas (cuarenta y cuatro kilómetros), hasta llegar al reino de Huetar. Cereceda consignó sucintamente que "El cacique Huetara está 20 leguas adelante, las 12 por la costa y las 8 la tierra dentro: bautizáronse 28 ánimas: dio 433 pesos, 4 tomines". El exiguo número de bautismos y el escaso monto de oro conseguido parecen indicar que no se trataba de una comunidad especialmente rica o importante, aunque también hay que tomar en cuenta que González Dávila no exploró más allá y su expedición pronto regresó a la costa para continuar su viaje con rumbo noroeste.
En su obra Garavito, nuestra raíz perdida (1981), dedicada a la figura de un gran rey huetar, Oscar Bákit planteó la posibilidad de que el monarca visitado por González Dávila hubiese pertenecido a los grupos de cultura mesoamericana, que a principios del siglo XVI se hallaban ubicados en diversos lugares del Pacífico costarricense, como los de Chomes, Gurutina y Chorotega. Sin embargo, Carlos Molina Montes de Oca, en Garcimuñoz, la ciudad que nunca murió, identifica al pueblo de Huetar con el reino indígena de Pacaca, que se encontraba en el interior, cerca de la actual Tabarcia, precisamente en una región concordante con las distancias consignadas por Cereceda, y que pertenecía al gran espacio cultural denominado hoy como Área Intermedia. La pertenencia del pueblo de Huetar al Área Intermedia y no al espacio cultural mesoamericano parece confirmarse por el hecho de que con respecto al siguiente reino visitado por los expedicionarios en la costa, el de Chorotega, Cereceda consignó que "... es caribe (antropófago), y de aquí en adelante lo son... ". En efecto, se sabe sin lugar a dudas que tanto Chorotega como los siguientes dos reyes visitados, Gurutina y Chomes, pertenecían al área cultural de Mesoamérica, donde imperaba la costumbre de la antropofagia ritual. 
Por otra parte, es muy posible que Huetara no fuera el nombre propio del monarca, sino el de su pueblo o el de la lengua que hablaba, ya que la denominación de huetares era extensiva a un gran número de pueblos indígenas de Costa Rica.

### División de los huetares
Los indígenas de Pacaca fueron sometidos entre 1524 y 1526 al régimen de encomienda en favor de conquistadores avecindados en la villa de Bruselas, en la banda oriental del golfo de Nicoya. Un documento de 1548 dice que el conquistador Francisco Hernández de Córdoba repartió a los indígenas de las regiones cercanas a Bruselas "y al dicho Juan Esteban encomendó en los términos de la dicha villa de Bruselas, los indios de Nicopasaya y Pacaca en los Bueteres". Los Bueteres, nombre que sin duda es una versión de Huetares, fueron llevados prestar servicios forzosos a Bruselas, lo cual sin duda generó en ellos una gran animosidad contra los españoles. cabe mencionar que el encomendero Juan Esteban había formado parte de la expedición de González Dávila, por lo que debió ser de los primeros españoles que tuvieron contacto con los indígenas costarricenses del interior.
La desaparición definitiva de Bruselas en 1527 permitió a los huetares recobrar su libertad. En su documentada obra Garcimuñoz, la ciudad que nunca murió (1993), Carlos Molina Montes de Oca planteó la posibilidad de que los sobrevivientes de ese grupo no retornaron a Pacaca, sino que se hicieron fuertes en el macizo montañoso del Aguacate y extendieron su dominio a la región costera, en choque con los grupos mesoamericanos de Gurutina y Chorotega. A la llegada del conquistador Juan de Cavallón y Arboleda en 1561, este reino indígena comprendía las sierras del Aguacate, las llanuras de San Mateo y Orotina (valle de La Cruz) y los llanos de Esparza. Su monarca en el decenio de 1560 era el legendario rey Garabito, que presentó una enconada resistencia a los españoles y que no parece haber tenido vínculos significativos con la comunidad indígena que existía en Pacaca en esa misma época. 

### Pacaca en la época de la conquista
En la época de la expedición de Cavallón, en Pacaca reinaba un monarca denominado Coquiva. La población fue rápidamente sometida al dominio español, aunque no sin que hubiese manifestaciones de resistencia, ya que Cavallón hizo llevar preso a la ciudad de Garcimuñoz a un hermano de Coquiva, el príncipe Quizarco, que fue encadenado y azotado por órdenes suyas. Por otra parte, Coquiva hostilizó a los indígenas de Chorotega, que habían prestado ayuda a los españoles, y prácticamente los exterminó. En junio de 1563, el Alcalde Mayor Juan Vázquez de Coronado, en una carta al rey Felipe II, relató que en Pacaca se hallaba cautivo un pueblo de mangues (chorotegas) a los que el monarca de Pacaca, Coquiva, tenía por esclavos y sacrificaba, "y que de quatro cientos que eran habían quedado muy pocos". Vázquez de Coronado los hizo poner en libertad, y el rey de los chorotegas "lloraba de gozo". El Alcalde Mayor lo envió, junto con su mujer e hijos y toda su gente "al puerto de Landecho, asiento antiguo suyo llamado la Chururteca, adonde se han bautizado los niños, que fueron pocos, y los mayores aprenden las quatro oraciones para poder recibir el bautismo".

### Años finales del reino indígena
En enero de 1569, en el ilegal reparto de encomiendas hecho por el Gobernador Pero Afán de Ribera y Gómez, el reino de Pacaca fue convertido en un pueblo de encomienda de la Corona, "con sus barrios y estancias, cacique y principales". Además del rey Coquiva, en Pacaca había entonces dos "principales", llamados Cho y Torapo, y de este último se dice "que ha de ser heredero". La población del reino se calculó en "1400 indios", pero aparentemente eso se refería al número de varones tributarios y no al de personas, por lo que la población total puede haber rondado los 7000.
En el decenio de 1570, la población fue concentrada en el pueblo de Pacaca, hoy Tabarcia, y sometida al régimen de reducción. La Real Audiencia de Guatemala erigió en el territorio el Corregimiento de Pacaca, que subsistió hasta 1660.